# 柳驿乡
柳驿乡，是中华人民共和国四川省南充市南部县曾经下辖的一个乡。2019年10月29日，撤销柳驿乡，将其所属行政区域划归花罐镇管辖。

## 行政区划
柳驿乡撤销前下辖以下地区：
刘家湾村、青龙桥村、桅杆坝村、金顶寺村、黎河寺村、马跑泉村、二房湾村、莲花山村、左家庵村、洞空湾村、柴氏祠村、罗村院村、曲家桥村、冯家岩村、罐子岭村、灯台嘴村和龟子包村。